# Rödingstjärnen (Ore socken, Dalarna)
Rödingstjärnen är en sjö i Rättviks kommun i Dalarna och ingår i Dalälvens huvudavrinningsområde.